# Thoury-Férottes
Thoury-Férottes település Franciaországban, Seine-et-Marne megyében. Lakosainak száma 653 fő (2022. január 1.). Thoury-Férottes Chevry-en-Sereine, Esmans, Flagy, Lorrez-le-Bocage-Préaux, Noisy-Rudignon, Voulx és Villemaréchal községekkel határos.

## Népesség
A település népessége az elmúlt években az alábbi módon változott:
| Lakosok száma | 693  | 677  | 684  | 673  | 664  | 655  | 646  | 643  | 653  |
|               | 2013 | 2015 | 2016 | 2017 | 2018 | 2019 | 2020 | 2021 | 2022 |